# 6291 Renzetti
6291 Renzetti è un asteroide della fascia principale. Scoperto nel 1985, presenta un'orbita caratterizzata da un semiasse maggiore pari a 2,4805186 UA e da un'eccentricità di 0,2162522, inclinata di 11,53193° rispetto all'eclittica.